# Clientister fernandi
Clientister fernandi är en skalbaggsart som beskrevs av August Reichensperger 1938. Clientister fernandi ingår i släktet Clientister och familjen stumpbaggar. Inga underarter finns listade i Catalogue of Life.